# 梅利库尔
梅利库尔（法語：Mélicourt，法語發音：[melikuʁ]）是法国厄尔省的一个市镇，位于该省西南部，属于贝尔奈区。

## 地理
梅利库尔（48°54'52"N, 0°30'19"E）面积6.4 平方千米，位于法国诺曼底大区厄尔省，该省份为法国北部内陆省份，北起滨海塞纳省，西接奧恩省和卡爾瓦多斯省，南至厄尔-卢瓦省，东临瓦兹省、瓦兹河谷省和伊夫林省。
与梅利库尔接壤的市镇（或旧市镇、城区）包括：拉艾圣西尔韦斯特、阿梅勒圣母村、圣皮埃尔德塞尼耶尔、圣但尼多日龙。

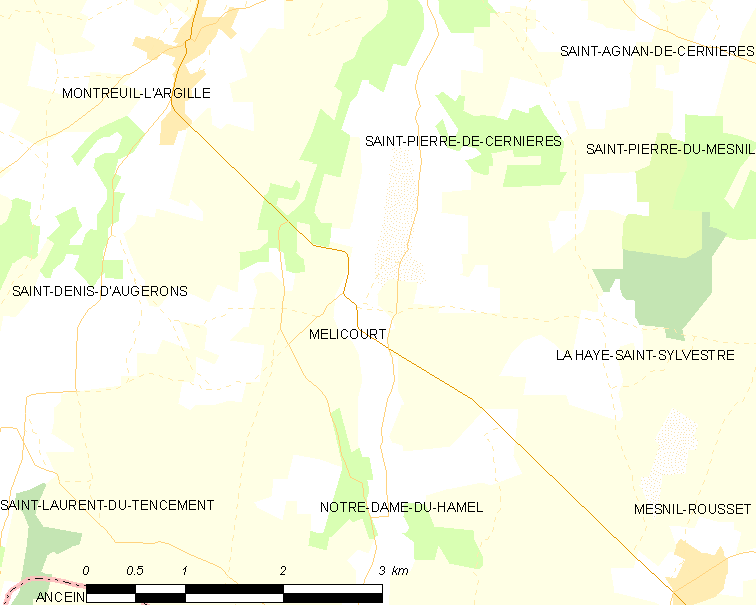
梅利库尔的OSM定位图

梅利库尔的时区为UTC+01:00、UTC+02:00（夏令时）。

## 行政
梅利库尔的邮政编码为27390，INSEE市镇编码为27395。

## 政治
梅利库尔所属的省级选区为布勒特伊县。

## 人口

1962-2008年间梅利库尔人口变化图示

梅利库尔于2022年1月1日时的人口数量为92人。